# Наневська тузла (озеро)
Наневська Тузла, неправильно звана Тауклиман (Пташина затока), названа на честь сусідньої бухти — невелике озеро у північній частині болгарського узбережжя Чорного моря, вздовж заповідника Яйлата, общини Каварна.
Озеро розташоване приблизно в 5 км на північ від мису Каліакра. Воно утворилося внаслідок зсуву недалеко від курорту "Русалка". Воно відділене від моря піщаним валом, через який поступає морська вода. Живиться джерельними водами. Його довжина від південного заходу до північного сходу становить 430 м, ширина — до 70 м і площа дорівнює 0,1 км 2. Його солоність змінюється від 2,3 до 87 ‰.  Дно озера покрите цілющим сірководневим мулом.
Під час сезонних міграцій озеро відвідується багатьма птахами, які зупиняються тут для відпочинку і пошуку їжі.  Гірські масиви та схили, покриті густою рослинністю, дають притулок деяким птахам — сові, канюку, пересмішниці середземноморській, декільком зникаючим рептиліям — зміям, черепахам.
Територія навколо озера дуже мальовнича.  Вона містить залишки древніх середньовічних поселень, частини пізньої античної фортеці, візантійської фортеці V століття, велику кількість кругових кам'яних споруд (шарап-таши) для виготовлення вина.